# دراگویواتس (ولادیمیرتسی)
دراگویواتس (به صربی: Dragojevac) یک منطقهٔ مسکونی در صربستان است که در ولادیمیرتسی واقع شده‌است. دراگویواتس ۸۶۲ نفر جمعیت دارد.